# Мудрість народна (книжкова серія)
«Мудрість народна» — книжкова серія, яка випускало видавництво «Дніпро» в Українській РСР впродовж 1969—1991.
У межах серії видавались прислів'я та приказки різних народів світу у перекладі на українську мову.
На момент припинення випуску серії (1991) було видано 52 збірки.
Усі книги серії випуходили у форматі 70×108/64 (82×125 мм).

## Збірки серії
| Збірка | Тематика | Рік видання | Сторінок | Наклад | Примітки |
| ------ | --- | ----------- | -------- | ------ | -------- |
| 1      | Прислів'я та приказки народів Югославії (упорядкування: Ющук І. П.): - Сербські, хорватські, чорногорські, боснійські та герцеговінські прислів'я й приказки (переклад: Гончарук З. В.) - Словенські прислів'я та приказки (переклад: Гримич Б. Г.) - Македонські прислів'я та приказки (переклад: Лисенко А. Є.) | 1969        | 160      | 20000  |          |
| 2      | Молдавські прислів'я та приказки (упорядкування та переклад: Ільєнко І. О.) | 1969        | 208      | 45000  |          |
| 3      | Польські прислів'я та приказки (упорядкування та переклад: Дзюба І. М.) | 1970        | 176      | 34000  |          |
| 4      | Білоруські прислів'я та приказки (упорядкування та переклад: Жолдак О. І.) | 1970        | 200      | 30000  |          |
| 5      | Латиські прислів'я та приказки (упорядкування та переклад: Канівець В. В.) | 1972        | 240      | 30000  |          |
| 6      | Естонські прислів'я та приказки (упорядкування та переклад: Завгородній О. С.) | 1973        | 152      | 50000  |          |
| 7      | Болгарські прислів'я та приказки (упорядкування та переклад: Білоус Д. Г.) | 1973        | 143      | 50000  |          |
| 8      | Азербайджанські прислів'я та приказки (упорядкування та переклад: Ціпко В. І.) | 1974        | 160      | 50000  |          |
| 9      | Російські прислів'я та приказки (з українськими відповідниками) (випуск 1-й) (упорядкування: Бєлєнькова Н.) | 1975        | 160      | 50000  |          |
| 10     | Прислів'я та приказки народів РРФСР (випуск 2-й) (упорядкування та переклад: Бойко В. Г.) - Прислів'я та приказки народів Півночі (карельські, комі, ненецькі, ханти, мансі, евенкійські, чукчів) - Прислів'я та приказки народів Поволжя й Уралу (марійські, удмуртські, мордовські, чуваські, татарські, калмицькі, башкирські) - Прислів'я та приказки народів Сибіру і Далекого Сходу (ойротські, хакаські, шорські, тувинські, якутські, бурятські, нівхські) - Прислів'я та приказки народів Дагестану (аварські, лезгінські, кумикські, лакські, татські, ногайські, табасаранські, рутульські) - Прислів'я та приказки народів Північного Кавказу (осетинські, чечено-інгушські, кабардинські, балкарські, карачаєво-черкеські, адигейські) | 1974        | 304      | 50000  |          |
| 11     | Узбецькі прислів'я та приказки (упорядкування та переклад: Муха В. І.) | 1975        | 128      | 50000  |          |
| 12     | Чеські і словацькі прислів'я та приказки - Чеські прислів'я та приказки (упорядкування та переклад: Лісняк Ю. Я.) - Словацькі прислів'я та приказки (упорядкування та переклад: Гайдай М. П.) | 1975        | 192      | 50000  |          |
| 13     | Грузинські прислів'я та приказки (упорядкування та переклад: Чілачава Р. Ш.) | 1975        | 144      | 50000  |          |
| 14     | Литовські прислів'я та приказки (упорядкування та переклад: Непорожня Н. О.) | 1975        | 192      | 50000  |          |
| 15     | Угорські прислів'я та приказки (упорядкування та переклад: Шкробинець Ю. В.) | 1975        | 141      | 50000  |          |
| 16     | Німецькі прислів'я та приказки (упорядкування та переклад: Лісняк Ю. Я.) | 1976        | 168      | 50000  |          |
| 17     | Казахські прислів'я та приказки (упорядкування та переклад: Моргун Ф. Т.) | 1976        | 127      | 50000  |          |
| 18     | Вірменські прислів'я та приказки (упорядкування та переклад: Задорожна Л. М.) | 1976        | 136      | 50000  |          |
| 19     | Українські прислів'я та приказки (упорядкування: Пазяк М. М.) | 1976        | 216      | 50000  |          |
| 20     | Прислів'я та приказки Куби (упорядкування та переклад: Москаленко М. Н.) | 1977        | 144      | 50000  |          |
| 21     | Киргизькі прислів'я та приказки (упорядкування та переклад: Гайдай М. П.) | 1977        | 160      | 50000  |          |
| 22     | В'єтнамські прислів'я та приказки (упорядкування та переклад: Кашель М. Д.) | 1977        | 176      | 50000  |          |
| 23     | Таджицькі прислів'я та приказки (упорядкування та переклад: Шокало О. А.) | 1977        | 176      | 50000  |          |
| 24     | Монгольські прислів'я та приказки (упорядкування та переклад: Шеверніна З. В.) | 1977        | 120      | 50000  |          |
| 25     | Туркменські прислів'я та приказки (упорядкування та переклад: Михайлов М.) | 1978        | 151      | 50000  |          |
| 26     | Румунські прислів'я та приказки (упорядкування та переклад: Семчинський С. В.) | 1978        | 224      | 50000  |          |
| 27     | Англійські прислів'я та приказки (переклад: Доценко Р. І.) | 1980        | 174      | 50000  |          |
| 28     | Французькі прислів'я та приказки (упорядкування та переклад: Шпак К. І.) | 1980        | 126      | 50000  |          |
| 29     | Корейські прислів'я та приказки (упорядкування: Іванова В. І.; переклад: Іванова В. І., Скляр Ф. Ф.) | 1978        | 166      | 50000  |          |
| 30     | Іспанські прислів'я та приказки (упорядкування: Жердинівська М. І.; переклад: Литвинець М. І.) | 1980        | 110      | 50000  |          |
| 31     | Арабські прислів'я та приказки (упорядкування: Лебединська Т. М.; переклад: Лебединська Т. М., Кругляк Ю. М.) | 1981        | 166      | 50000  |          |
| 32     | Фінські прислів'я та приказки (упорядкування та переклад: Завгородній О. С.) | 1981        | 158      | 50000  |          |
| 33     | Ірландські прислів'я та приказки (упорядкування та переклад: Доценко Р. І.) | 1982        | 206      | 50000  |          |
| 34     | Португальські прислів'я та приказки (упорядкування: Жердинівська М. І.; переклад: Литвинець М. І.) | 1982        | 125      | 50000  |          |
| 35     | Афганські прислів'я та приказки (упорядкування: Алієва Г.; переклад: Алієв Г., Петькун О. Г.) | 1983        | 126      | 50000  |          |
| 36     | Індійські прислів'я та приказки (упорядкування: Балін В. Й.; переклад: Наливайко С. І.) | 1983        | 221      | 50000  |          |
| 37     | Китайські прислів'я та приказки (упорядкування: Мясников В. О.; переклад: Чирко І. К.) | 1984        | 117      | 50000  |          |
| 38     | Перські прислів'я та приказки (упорядкування та переклад: Шокало О. А.) | 1984        | 221      | 50000  |          |
| 39     | Турецькі прислів'я та приказки (упорядкування та переклад: Халимоненко Г. І.) | 1985        | 197      | 50000  |          |
| 40     | Грецькі прислів'я та приказки (упорядкування: Соколюк В. Г.; переклад: Пономарів О. Д.) | 1985        | 174      | 50000  |          |
| 41     | Колумбійські прислів'я та приказки (упорядкування: Муньйос Е. Л.; переклад: Борщевський С. Ю.) | 1986        | 109      | 50000  |          |
| 42     | Прислів'я та приказки народів Африки (упорядкування та переклад: Кухалашвілі В. К.) | 1986        | 222      | 50000  |          |
| 43     | Латинські прислів'я та приказки (упорядкування та переклад: Цимбалюк Ю. В.) | 1987        | 256      | 50000  |          |
| 44     | Італійські прислів'я та приказки (упорядкування та переклад: Литвинець М. І.) | 1987        | 174      | 50000  |          |
| 45     | Мексиканські прислів'я та приказки (упорядкування: Олевський Л. Б.; переклад: Олевський Л. Б., Литвинець М. І.) | 1988        | 108      | 50000  |          |
| 46     | Серболужицькі прислів'я та приказки (упорядкування: Трофимович К. К.; переклад: Лучук В. І.) | 1988        | 134      | 50000  |          |
| 47     | Японські прислів'я та приказки (упорядкування: Чирко І. К.; переклад: Федоришин М. С.) | 1989        | 190      | 50000  |          |
| 48     | Баскські прислів'я та приказки (упорядкування та переклад: Литвинець М. І.) | 1989        | 127      | 50000  |          |
| 49     | Єврейські прислів'я та приказки (упорядкування: Полянкер Г. І.; переклад: Шнайдерман Г. Ф.) | 1990        | 254      | 50000  |          |
| 50     | Шведські прислів'я та приказки (упорядкування та переклад: Сенюк О. Д.) | 1990        | 173      | 50000  |          |
| 51     | Тамільські прислів'я та приказки (упорядкування та переклад: Фурника В. П., Хоменко Б. В.) | 1991        | 230      | 50000  |          |
| 52     | Норвезькі прислів'я та приказки (упорядкування та переклад: Сенюк О. Д.) | 1991        | 205      | 50000  |          |